# Чемпионат СССР по боксу 1984
50-й чемпионат СССР по боксу проходил 25 февраля — 4 марта 1984 года в Ташкенте (Узбекская ССР).

## Медалисты
| Весовая категория                   | Золото                        | Серебро                     | Бронза                                                   |
| ----------------------------------- | ----------------------------- | --------------------------- | -------------------------------------------------------- |
| Первый наилегчайший вес (до 48 кг)  | Каримжан Абдрахманов Алма-Ата | Ншан Мунчян Ереван          | Артур Димаксян Ереван Лерник Папян Кировакан             |
| Второй наилегчайший вес (до 51 кг)  | Юрий Вилищук Днепропетровск   | Феликс Пак Ташкент          | Бейбут Есжанов Кокчетав В. Тимошенко Киев                |
| Легчайший вес (до 54 кг)            | Юрий Александров Невинномысск | Виктор Шулепко Димитровград | Виктор Мирошниченко Донецк Александр Черепанов Алма-Ата  |
| Полулёгкий вес (до 57 кг)           | Серик Нурказов Караганда      | Самсон Хачатрян Кировакан   | Сурен Оганян Кировакан Игорь Колесников Краснодар        |
| Лёгкий вес (до 60 кг)               | Нурлан Абдыкалыков Фрунзе     | Владимир Степанов РСФСР     | Обид Зокиров Ташкент Виктор Демьяненко Алма-Ата          |
| Первый полусредний вес (до 63,5 кг) | Василий Шишов Куйбышев        | Вячеслав Яновский Витебск   | Филипп Яковлев Ташкент Эрик Хакимов Кустанай             |
| Второй полусредний вес (до 67 кг)   | Серик Конакбаев Алма-Ата      | Исраел Акопкохян Ереван     | Владимир Макулов Алма-Ата Пётр Галкин Копейск            |
| Первый средний вес (до 71 кг)       | Андрей Акулов Гомель          | Юрий Алефиренко Даугавпилс  | Дмитрий Болигузов Благовещенск Бабкен Саградян Кировакан |
| Второй средний вес (до 75 кг)       | Асылбек Килимов Алма-Ата      | Александр Беляев Минск      | Егор Илинзеер Оренбург Сергей Василенко Фергана          |
| Полутяжёлый вес (до 81 кг)          | Ринат Тришев Ташкент          | Виталий Качановский Фастов  | Юрий Торбек Краснодар Дмитрий Бурлаков Иркутск           |
| Тяжёлый вес (до 91 кг)              | Александр Ягубкин Донецк      | Виктор Моршнев Харьков      | Анатолий Савкин Северодвинск Д. Петровский Минск         |
| Супертяжёлый вес (свыше 91 кг)      | Валерий Абаджян Воронеж       | Вячеслав Яковлев Ленинград  | Андрей Орешкин Иваново Александр Лукстин Харьков         |